# ギャラクティックストーム
『ギャラクティックストーム』 (GALACTIC STORM) は1992年3月にタイトーから発売されたアーケード用3Dシューティングゲーム。

## 概要
プレイヤーはコックピット型筐体に乗り込み、H型ハンドル操縦桿で自機を操作する。人差し指部分のトリガーで通常弾を発射、親指部分のボタンで画面内の敵機と敵弾を消し去る、使用回数制限のある「D-WEAPON」を発射する。
1ステージ4エリア構成で全5ステージ、一周エンド。各ステージ最後に待ち受けるボスキャラクターを破壊するとステージクリアとなり、シールドが一定量回復、D-WEAPONも補充される。
敵弾や障害物に激突するとシールドが減少し、ゼロの時にダメージを受けるとゲームオーバー。

## サウンド
当時タイトーに所属していた小倉久佳が作曲を担当しており、同社「ダライアス外伝」と同様、BGMがエリアの切り替わりやボスの破壊タイミングとシンクロしている様な演出が見られる。
本作の基板にはエンソニック製音源チップ「OTIS」が搭載され、1990年当時の市販プロ向けデジタルシンセサイザーと遜色ないサウンドを奏でた。

## 隠しコマンド
クレジット投入後、惑星のグラフィックと「PUSH START BUTTON」が表示されている時に以下の様にボタンを押す事で、様々なフィーチャーが追加される。
- 連射速度アップ - D-WEAPON右トリガーを33回押す。
- 機体の大きさが縮小する - D-WEAPON左トリガーを44回押す。

## スタッフ
- プロジェクトリーダー：Wolf KATO
- ゲームデザイン：W HORIUCHI、AKIRA SAITO（齋藤晃）、TSUKASA OHOSHIMA（大島司）
- ソフトウェアデザイン：YUICHI KIKUCHI、TOHRU SUGAWARA（菅原徹）、680*0 FREAK ややま、soliton K&H SAKO、CSL/MAIL KSK
- ハードウェアデザイン：NOBORU TAKESHITA（竹下登）、YASUHIRO SHIBUYA（渋谷康洋）
- メカニカルデザイン：YOSHINORI HATSUDA、KOUJI ENOMOTO、TOHRU YUGI、TOYOHIRO TSURUMI、MASAKI IKEDA
- キャラクターデザイン：KENJI、AKIRA SAITO、DESSY、OOLONG、INDY CHINKAI
- アートデザイン：WONDERFULBOY NAGAI、PROF.AIURA、Y.TSURIYA、THE HANDMADER YAGI
- 全曲作曲：HISAYOSHI OGURA（小倉久佳）（ZUNTATA）
- サポートスタッフ：NAOTO YAGISHITA（八木下直人）（ZUNTATA）、YASUHISA WATANABE（渡部恭久）（ZUNTATA）、YASUKO YAMADA（山田靖子）（ZUNTATA）、NORIHIRO FURUKAWA（古川典裕）（ZUNTATA）
- ソフトウェアテクニカルアドバイザー：TAKESHI MURATA（村田武司）、TOHRU SUGAWARA
- スペシャルサンクス：TAKESHI MURATA、TOHRU SUGAWARA、AKIRA SAITO、BIN☆KANEKO、MATSUMOTO 14、OCT-093.COA、haya、ALBERT J.CHARPENTIER、JOE FRIEL、HIROYUKI SAKOU（酒匂弘幸）、TSUKASA FUJITA（藤田司）
- プロデューサー：SHIMIZU HISAO（清水久雄）

## 移植
| No. | タイトル                                        | 発売日         | 対応機種              | 開発元             | 発売元   | メディア | 型式 | 備考                                            |
| --- | ----------------------------------------------- | -------------- | --------------------- | ------------------ | -------- | -------- | ---- | ----------------------------------------------- |
| 1   | イーグレットツー ミニ アーケードメモリーズVol.3 | 2024年12月19日 | イーグレットツー ミニ | 瑞起 ※本体の開発元 | タイトー | SDカード | -    | 追加SDカードに入っている10作品の1つとして収録。 |

## 関連商品

### サウンドトラック
- nouvelle vague -G.S.M.TAITO 7- （ポニーキャニオン・サイトロン・レーベル、PCCB-00086、1992年5月21日） - ウォーリアーブレードとのカップリングアルバム。ディスク1にアレンジ曲と立体音響未使用の原曲[3]、ディスク2に本作の曲のみに立体音響加工を施した原曲を収録。発進デモ時の曲は基板に収録のバージョンよりも長い展開部分が付いている。ライナーノーツには本作企画段階の構想や世界観、ストーリー等が記載されている。
- GALACTIC STORM ～瞳の記憶～（ZUNTATA RECORDS、ZTTL-0035、1999年2年20日） - 小倉久佳と堀内鴻太郎による全曲アレンジを収録。未使用曲「洗脳」のアレンジも含まれる。2021年5月現在はiTunes Storeで配信中[4]。
- タイトー レトロゲームミュージック コレクション1 シューティングクラスタ（株式会社ティームエンタテインメント、KDSD-00455～00456、2011年6月29日） - 実機基板から直接録音した楽曲を収録。この為未使用曲「洗脳」は未収録。
- ギャラクティックストーム オリジナルサウンドトラック（ZUNTATA、2013年11月13日） - 上記「～シューティングクラスタ」に収録された本作の楽曲と同じ内容。2021年5月現在はiTunes StoreとMoraで配信中。
- ZUNTATA SOUND EFFECTS COLLECTION Vol.1～クレジット音編～（株式会社タイトー/ZUNTATA、ZTTL-3001、2015年2月12日） - 本作のクレジット投入音が収録されている。